# 羅日夫
50°23′20″N 29°39′8″E / 50.38889°N 29.65222°E

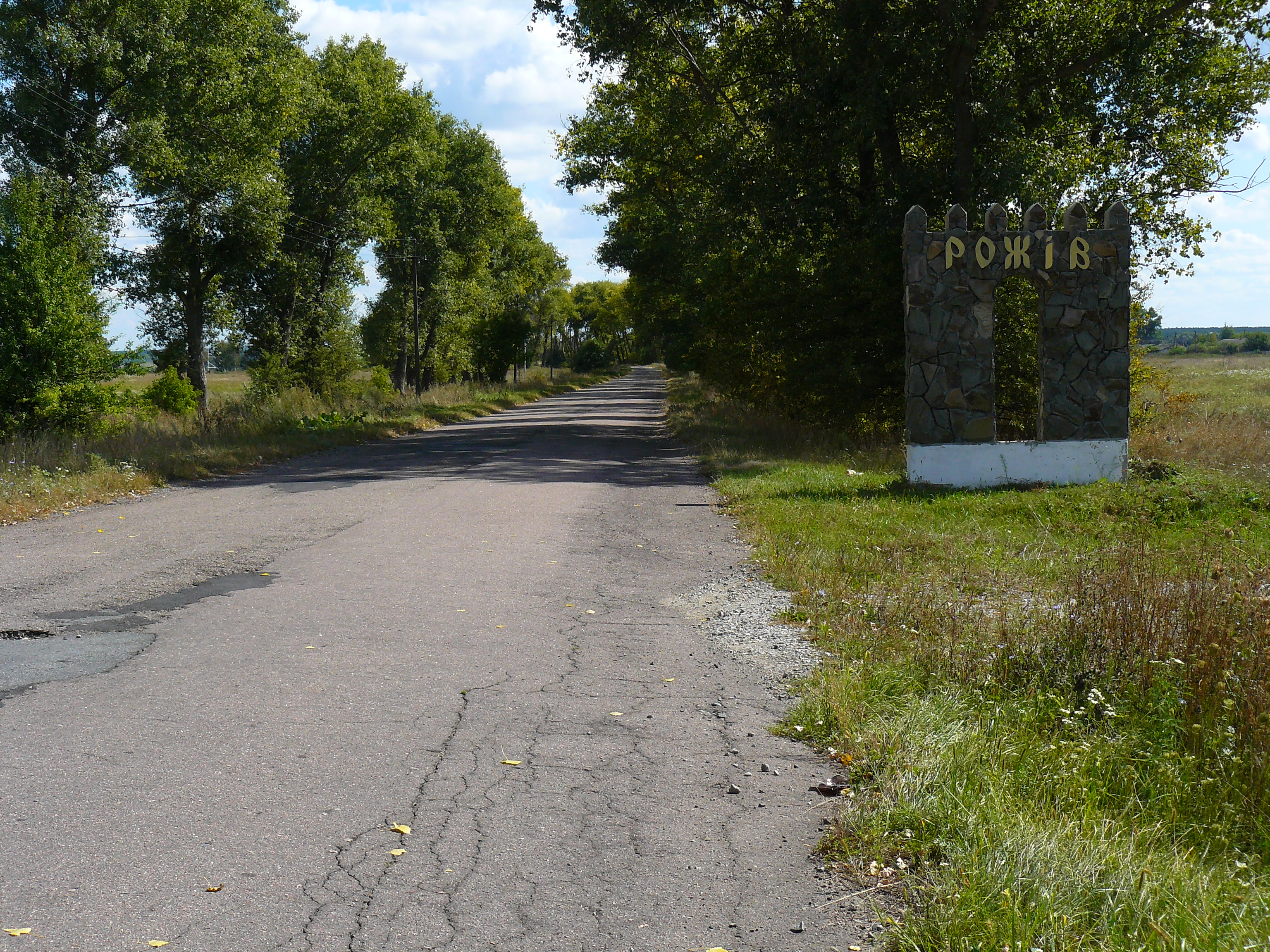

羅日夫（烏克蘭語：Рожів）是位於烏克蘭北部的村莊，由基辅州布恰区的馬卡里夫市鎮負責管轄。該村始建於1480年，面積0.35平方公里，海拔高度159米，2001年人口448，人口密度每平方公里1,578人。